# Bihaćki okrug
Bihaćki okrug bio je jedan od okruga u BiH dok je bila pod Austro-Ugarskom. Sjedište mu je bilo u Bihaću. 
Godine 1895. okrug (nje. Kreise) prostirao se na 5.526 km² na kojem je živjelo 191.897 stanovnika. Obuhvaćao je 1895. područje 6 kotara (nje. Bezirk):
- Bihać
- Bosanski Petrovac
- Cazin
- Krupa
- Sanski Most
- Ključ